# Giovanna di Blois-Châtillon
Giovanna di Blois-Châtillon in francese: Jeanne de Blois-Châtillon (1258 circa – 19 gennaio 1291) fu contessa consorte d'Alençon e di Perche, dal 1272 al 1284, contessa di Chartres, dal 1279 al 1286 e Contessa di Blois e di Dunois, Signora d'Avesnes, di Leuze e di Guise, dal 1279 alla sua morte.

## Origine
Giovanna, secondo sia il Dictionnaire de la noblesse che la Histoire de la maison de Chastillon-sur-Marne, era l'unica figlia del Conte di Blois e di Dunois, Signore d'Avesnes, di Leuze, di Guise e conte di Chartres, Giovanni I e di Alice di Bretagna, figlia del duca di Bretagna, Giovanni I e di Bianca di Navarra, figlia di Tebaldo il Saggio, re di Navarra (Tebaldo I) e conte di Champagne (Tebaldo IV), e di Agnese di Beaujeu.
Secondo la Ex Gisleberti Montesis Hannoniae Chronicon, Giovanni era il figlio primogenito del Signore di Châtillon, di Troissy dì Crècy e d'Ancre e conte di Saint-Pol, Ugo di Châtillon e della contessa di Blois e di Châteaudun, Maria d'Avesnes, che, sempre secondo la Ex Gisleberti Montesis Hannoniae Chronicon, era la figlia del Signore d'Avesnes, di Leuze dì Condé, di Guise, di Landrechies e Trélon, Gualtiero d'Avesnes e della reggente della contea di Borgogna e poi contessa di Blois e di Châteaudun, Margherita di Blois, che, come ci viene confermato da due documenti degli Archives de la Maison-Dieu de Châteaudun: il n° XXV ed il n° XXXII, era figlia del conte di Blois, Châteaudun, Chartres e Provins, Tebaldo V di Blois e di Alice di Francia, che, sia secondo il cronista e monaco benedettino inglese, Matteo di Parigi, che secondo la Chronica Albrici Monachi Trium Fontium, era la figlia secondogenita di Luigi VII, detto il Giovane, re di Francia, e della duchessa d'Aquitania e Guascogna e contessa di Poitiers, Eleonora d'Aquitania, che, ancora secondo la Chronica Albrici Monachi Trium Fontium, era la figlia primogenita del duca di Aquitania, duca di Guascogna e conte di Poitiers, Guglielmo X il Tolosano e della sua prima moglie, Aénor di Châtellerault († dopo il 1130), figlia del visconte Americo I di Châtellerault e della Maubergeon, che al momento della sua nascita era l'amante di suo nonno Guglielmo IX il Trovatore.

## Biografia

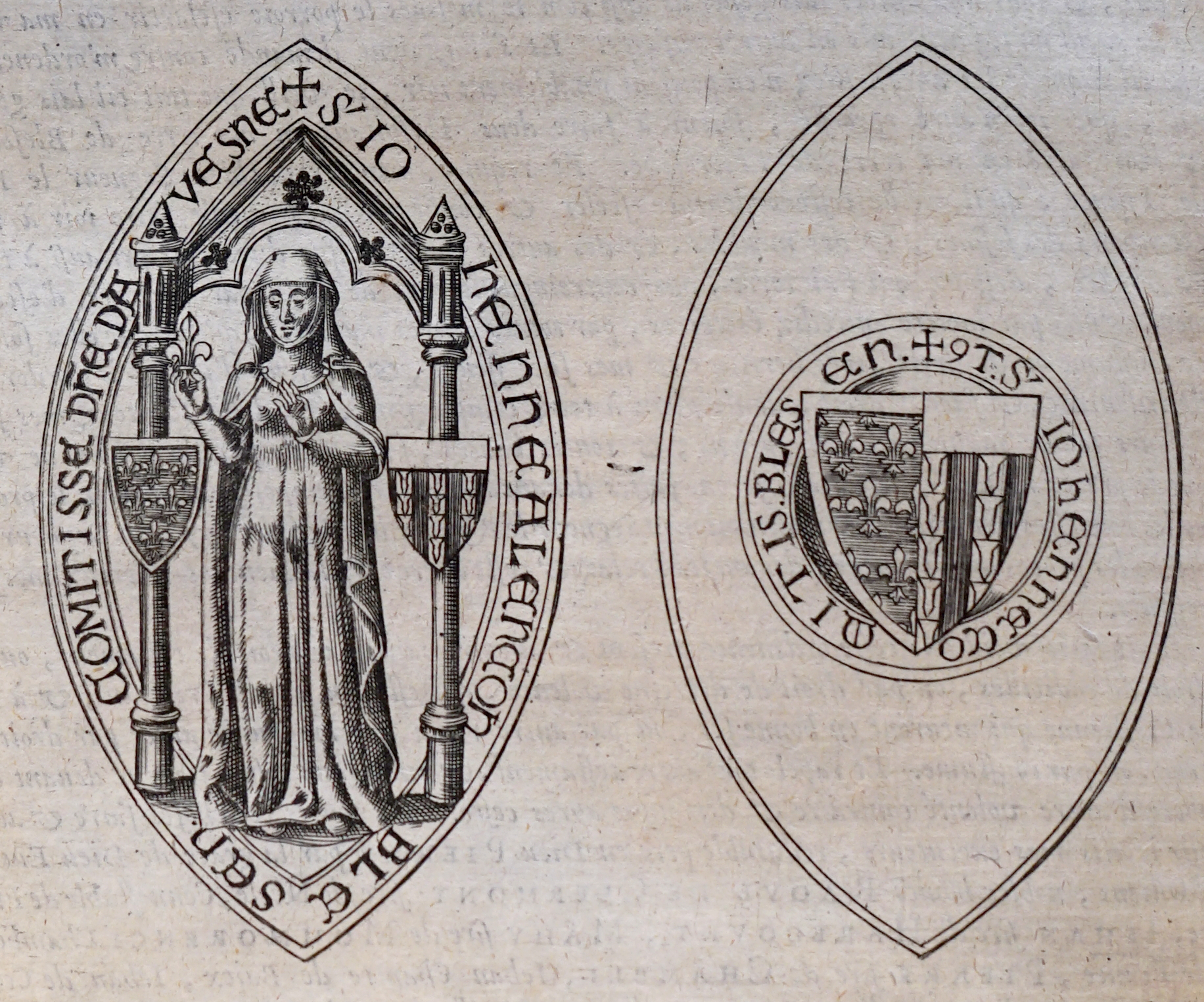
Sigillo di Giovanna

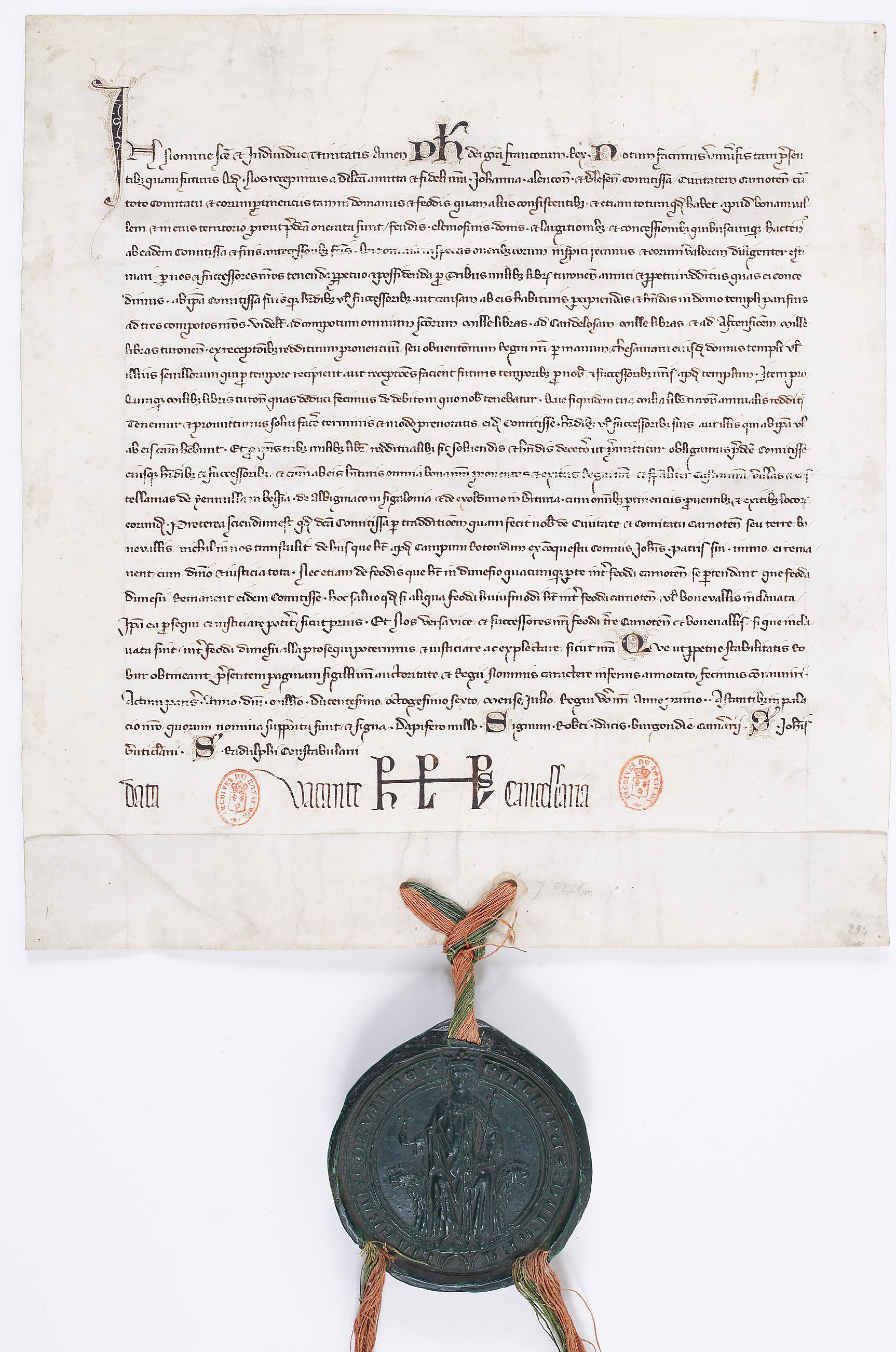
Documento di acquisizione della contea di Chartres da parte del re di Francia, Filippo IV il Bello. Parigi, Luglio 1286. Archivi nazionali (Francia).

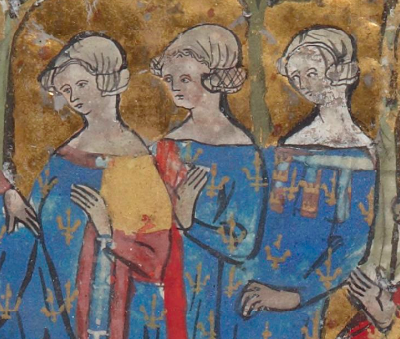
Giovanna con Beatrice di Borbone e Bianca d'Artois

Nel 1263, secondo la Histoire de la maison de Chastillon-sur-Marne, nel mese di febbraio, i suoi genitori si accordarono con il re di Francia, Luigi IX il Santo e sua moglie, Margherita di Provenza, per un impegno di matrimonio tra il loro quintogenito, Pietro e Giovanna.
Pietro, futuro marito di Giovanna, nel 1268, fu investito della contea d'Alençon e di parte della Contea del Perche e nel 1270, fu al seguito del padre, Luigi IX, alla Ottava crociata.
Dopo la morte del padre, il nuovo re di Francia, suo fratello, Filippo III, lo nominò tutore, difensore e guardiano del regno e dei suoi figli.
Secondo la Gesta Philippi Tertia Francorum Regis di Guillaume de Nangis, nel 1272, Giovanna sposò Pietro conte d'Alençon e di Perche.
Suo padre, Giovanni morì il 28 giugno 1279 e come contessa di Chartres, Contessa di Blois e di Dunois, Signora d'Avesnes, di Leuze e di Guise, gli succedette Giovanna, sua unica figlia.
Nel 1284, suo marito Pietro, morì mentre si trovava nel regno di Sicilia e Giovanna rimasta vedova e senza figli decise di vivere in santa vedovanza (in sancta viduitate).
Due anni dopo, nel 1286, Giovanna, vendette a suo nipote, il nuovo re di Francia, Filippo IV il Bello, la contea di Chartres in cambio di una rendita annua vitalizia.
Giovanna morì nel 1291, come ci riferisce sia il Chronicon Guillelmi de Nangiaco, che la Histoire de la maison de Chastillon-sur-Marne; il Dictionnaire de la noblesse riporta che Giovanna morì il 19 gennaio, mentre gli Obituaires de Sens Tome II, Eglise cathédrale de Chartres, Obituaire Patin, riportano la morte il 29 gennaio 1292.
Come conte di Blois le succedette il cugino, Ugo, come Ugo II, mentre i territori portati in dote dalla madre di Giovanna, Alice di Bretagna, furono spartiti tra Giovanni II di Bretagna, fratello di Alice ed il nuovo conte di Blois, il cugino di Giovanna, Ugo II di Blois-Châtillon, come confermano le Mémoires pour servir de preuves à l'histoire ecclésiastique et civile de Bretagne.

## Discendenza
Giovanna a Pietro diede due figli:
- Luigi (1276 † 1277)[23]
- Filippo (1278 † 1279)[23].

### Fonti primarie
- (LA)  Monumenta Germaniae Historica, Scriptores, tomus XXIII.
- (LA)  Obituaires de la province de Sens. Tome 2.
- (LA)  Archives de la Maison-Dieu de Châteaudun.
- (LA)  Recueil des historiens des Gaules et de la France. Tome 13.
- (LA)  Recueil des historiens des Gaules et de la France. Tome 20.
- (LA)  Layettes du trésor des chartes : de l'année 1224 à l'année 1246.
- (LA)  Matthæi Parisiensis, monachi Sancti Albani, Chronica Majora, vol V.
- (FR)  Grande chronique de Mathieu de Paris, tomus VIII.
- (FR)  Histoire de la Maison Royale de France, et des grands officiers de France, Volume 1.

### Letteratura storiografica
- (FR)  Mémoires pour servir de preuves à l'histoire ecclésiastique et civile de Bretagne.
- (FR)  Dictionnaire de la noblesse.
- (FR)  Histoire de la maison de Chastillon-sur-Marne.